# 河八王
河八王（学名：Narenga porphyrocoma），又名河王八，为禾本科河八王属下的一个植物种。